# Acyphas pelodes
Acyphas pelodes är en fjärilsart som beskrevs av Oswald Beltram Lower 1893. Acyphas pelodes ingår i släktet Acyphas och familjen tofsspinnare. Inga underarter finns listade i Catalogue of Life.